# Capivari do Sul
Capivari do Sul este un oraș în Rio Grande do Sul (RS), Brazilia.